# OPCOM
OPCOM este o filială a transportatorului național de electricitate, Transelectrica, care are rolul de administrator al pieței de energie electrică, conform prevederilor legislației primare și secundare în vigoare.
OPCOM a fost înființat în august 2000.
Piețele administrate de OPCOM sunt Piața pentru Ziua Următoare, Piața Centralizată a Contractelor Bilaterale, Platforma de Tranzacționare a Certificatelor de Emisii de gaze cu efect de seră și Piața Certificatelor Verzi.
În perioada 2005-2010, OPCOM a tranzacționat 433.480 de certificate verzi și un volum de 58,1 TWh energie electrică.